# Phytocoris sangabriel
Phytocoris sangabriel är en insektsart som beskrevs av Stonedahl 1988. Phytocoris sangabriel ingår i släktet Phytocoris och familjen ängsskinnbaggar. Inga underarter finns listade i Catalogue of Life.